# 小宮山眞
小宮山 眞（こみやま まこと、1947年2月1日 - ）は、日本の化学者。筑波大学生命領域学際研究センター教授。東京大学先端科学技術研究センター及び工学系研究科化学生命工学専攻名誉教授。専門は核酸化学で、人工制限酵素、DNAナノテクノロジーの研究などで知られる。元東京大学総長の小宮山宏は実兄。

## 経歴
- 1970年　東京大学工学部工業化学科卒業
- 1975年　東京大学大学院工学系研究科博士課程修了[1]
- 1975～79年 米国ノースウェスタン大学博士研究員
- 1979年　東京大学助手（工学部）
- 1987年　筑波大学助教授（物質工学系）
- 1991年　東京大学教授（工学部）
- 2000年　東京大学先端科学技術研究センター教授（兼任）
- 2012年　筑波大学生命領域学際研究センター教授

## 研究
セリウムを用いた人工制限酵素によるDNAの切断技術を開発し、これを駆使したバイオテクノロジー分野の研究を進めている。またテロメアの構造・機能解析、DNAを素材として用いた構造物の構築、希土類金属を用いたリン酸化の検出法などの研究でも知られる。